# Ichneumon filatus
Ichneumon filatus là một loài tò vò trong họ Ichneumonidae.